# 엘하난 (도도의 아들)
성서에 나오는 엘하난(Elhanan, 히브리어: אֶלְחָנָן ʾElḥānān)은 도도의 아들이었다(삼하 23:24, 대상 11:26). 그는 삼십인으로 알려진 다윗 왕의 정예 전사의 일원이었다.

## 해석
모세 가르시엘(Moshe Garsiel)은 그가 사무엘하 21장 19절과 역대상 20장 5절에 언급된 베들레헴 출신 야일의 아들 엘하난과 동일한 인물이며 성경에서는 그를 골리앗의 살인자로 인정하고 있다고 믿는다. 본문의 불일치를 설명하기 위해 가르시엘은 그것들이 동일한 엘하난일 뿐만 아니라 "엘하난은 다윗이 왕이 되기 전의 이전 이름이다"라고 결론짓는다.
그러나 대부분의 학자들의 견해는 후자의 엘하난은 다른 인물이었고 엘하난 벤 야이르(Elhanan ben Jair)는 신명기 저자가 본문을 수정하기 전에 원래 골리앗을 죽인 사람으로 여겨진 사람이었다는 것이다.